# بونتي نيزا (بافيا)
بونتي نيزا (بالإيطالية: Ponte Nizza)‏ هي بلدة تقع في مقاطعة بافيا بإقليم لومبارديا في شمال إيطاليا. تبلغ مساحة هذه المدينة 23.1 (كم²)، وترتفع عن سطح البحر م، بلغ عدد سكانها 858 نسمة في عام 2004 حسب إحصاء المعهد الوطني للإحصاء.

## السكان
في سنة 1861 بلغ عدد السكان 1٬307 نسمة، وتطور العدد ليصل في سنة 2011 لـ 811 نسمة.
يظهر هذا المخطط البياني تطور النمو السكاني لـ بونتي نيزا (بافيا)